# مسجد الحاج محمد حسين
مسجد الحاج محمد حسين هو مسجد تاريخي، ويقع في أردكان.